# Ivo Nicolau
Ivo Passeira Nicolau (sinh ngày 21 tháng 3 năm 1983), hay đơn giản Ivo Nicolau là một cầu thủ bóng đá người Bồ Đào Nha thi đấu cho Olhanense ở vị trí hậu vệ.

## Sự nghiệp câu lạc bộ
Sinh ra ở Portimão, anh trải qua sự nghiệp trẻ trong thời gian dài với Portimonense từ 1996 đến 2002. Anh được chuyển đến Marco để tìm kiếm nhiều cơ hội trong đội một hơn. Sau màn trình diễn thất vọng thứ hai, anh xuống một hạng đấu và thi đấu cho Tourizense. Năm 2012, anh trở lại câu lạc bộ thời thơ ấu Portimonense ở Giải bóng đá hạng nhất quốc gia Bồ Đào Nha.